# Cantonul La Gacilly
Cantonul La Gacilly este un canton din arondismentul Vannes, departamentul Morbihan, regiunea Bretania, Franța.

## Comune
- Carentoir
- La Chapelle-Gaceline
- Cournon
- Les Fougerêts
- La Gacilly (reședință)
- Glénac
- Quelneuc
- Saint-Martin-sur-Oust
- Tréal